# تساعية

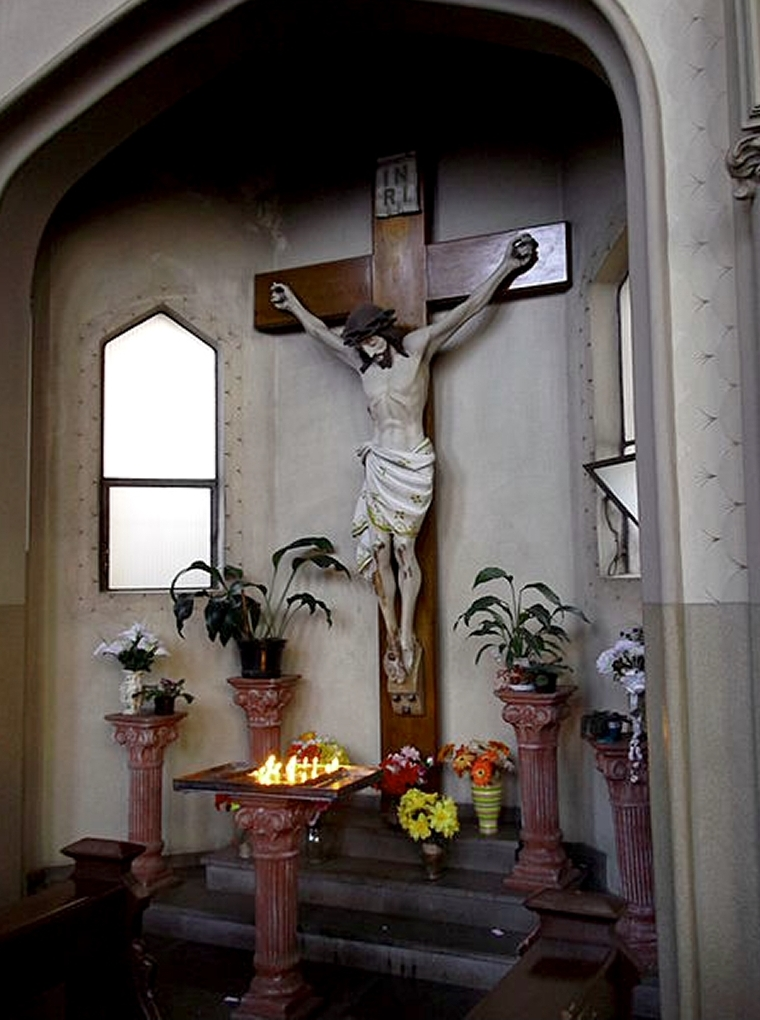
تساعية لسيدة المعونة الدائمة في البرازيل

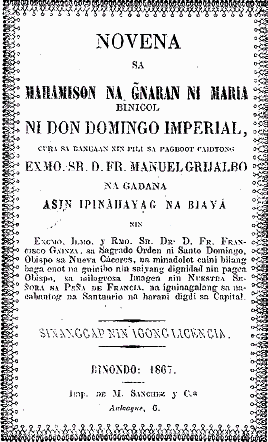
كتيب تساعية "أحلى اسم مريم" ، في بيكول وطبع في بينوندو ، مانيلا بتاريخ ١٨٦٧

التساعية (من اللاتينية : novem، اي "تسعة") هي تقليد قديم للصلاة التعبدية في المسيحية ، وتتكون من صلوات خاصة أو عامة تتكرر لمدة تسعة أيام أو أسابيع متتالية. غالبًا ما تُعتبر التساعية الأولى في التاريخ هي الأيام التسعة بين عيد الصعود وعيد العنصرة ، عندما اجتمع التلاميذ في العلية كرسوا أنفسهم للصلاة. 
في بعض المجتمعات المسيحية، كما هو الحال في أفريقيا وأمريكا اللاتينية والفلبين، تحظى تقاليد التساعية بشعبية كبيرة وتشمل طقوسًا تعبدية مثل صلاة الجماعة، وتزيين التماثيل، وغناء الترنيمة مع الموسيقى، بالإضافة إلى أحداث العيد المجتمعية على المشروبات والمرطبات أو المواكب.
يتم صلاة التساعية في أغلب الأحيان من قبل أعضاء الكنيسة الرومانية الكاثوليكية ، ولكن أيضًا من قبل اللوثريين ، الأنجليكانيين ، والمسيحيين الأرثوذكس الشرقيين ؛ لقد تم استخدامها في البيئات المسيحية المسكونية أيضًا.  غالبًا ما تكون الصلوات مستمدة من كتب الصلاة التعبدية، أو تتكون من تلاوة المسبحة (تساعية المسبحة)، أو صلوات قصيرة خلال اليوم. تُطبع صلوات التساعية عادةً في كتيبات صغيرة، وغالبًا ما تُخصص التساعية لملاك معين، أو قديس، أو اللقب المريمي، أو أحد أقانيم الثالوث الأقدس.

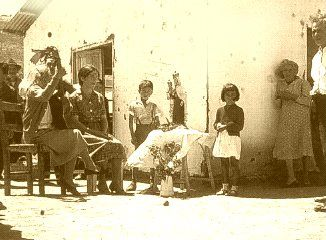
من المحتمل أن تعود جذور التساعية إلى الطقوس القديمة المتعلقة بالجنازة. أعلاه: مجموعة اجتمعت في تساعية سيدة جبل الكرمل ، على الأرجح حدث حداد (حوالي عام 1940).

## أنظر أيضا
- المسبحة الوردية
- ماريولوجيا كاثوليكية
- شفاعة القديسين
- التعبد المريمي
- التساعية تحسبا لعيد الميلاد:
  - لاس بوساداس
  - سيمبانج غابي
  - تساعية أجوينالدوس
- تساعية النعمة
- تساعية لأمنا المعونة الدائمة
- اوكتاف (القداس) ، Triduum